# 中込百貨店
中込百貨店（英文：NAKAZGZOMI） は、山梨県甲府市丸の内にあった日本の百貨店。
山梨県内初のディスカウントストアや山梨県内初のスーパーマーケットを出店し、1970年（昭和45年）頃には山梨県内の主要都市の他に郡部までスーパーの店舗を出店して同県内のスーパーとして圧倒的な首位となっていた。

## 歴史・概要
「中込良」が1918年（大正7年）に呉服店を創業したのが始まりである。
1920年（大正9年）に店舗を新築し、1923年（大正12年）10月15日にのちの本店の向かい側の場所で「有限会社 中込」を設立した。
1945年（昭和20年）に戦災で店舗が焼失した。
第2次世界大戦後は、1947年（昭和22年）に店舗を再開したが、当店前が山梨県庁前や春日町映画観前通りと並んで露天商が集まる闇市となっていた。
そして、激しい物価高騰に対抗するために行われた「物価引下げ運動」で設置された「山梨県標準店選定委員会」によって1948年（昭和22年）7月22日に岡島や松林軒百貨店ともに当店「中込呉服店」も選定され、物価の安定に貢献することになった。
1948年（昭和23年）12月27日に資本金100万円で「株式会社 中込百貨店」を設立し、1951年（昭和26年）に建設した木造モルタル3階建ての建物で営業した。
1953年（昭和28年）1月2日に「味の店」として山梨県庁前に山梨県内初のディスカウントストアを出店した。
「なかごみセルフサービス」として甲府市北部の甲府城の堀跡を埋め立てて誕生した新市街地で第2次世界大戦後の住宅街の拡大によって急速に商店街として発展していた朝日町に、1955年（昭和30年）8月3日に山梨県内初のスーパーマーケットとなった朝日町店を開店した。
この朝日町店の成功により、甲府市内でのスーパーマーケットの展開の契機となったとされている。
そして、1956年（昭和31年）11月1日に資本金500万円で「株式会社 中込」を設立して味の店分店と朝日町分店を分離・継承し、1970年（昭和45年）頃には山梨県内の主要都市の他に郡部までスーパーの店舗を出店して同県内のスーパーとして圧倒的な首位となった。
この当社のスーパーの出店により、近隣の食料品店や菓子店などの売上が約30％から約50％減少するなど大きな影響を受けたとされている。
1960年（昭和35年）11月9日に資本金1000万円で「中込信用販売株式会社」を設立した。
しかし、中込百貨店の建物の老朽化が進んで防火・防災上の問題もあったことから増床を兼ねて建て替え工事を行い、1973年（昭和48年）3月に「アーバン中込」として新装開店した。
その後、引き続いて第2期の増床工事を進めて1974年（昭和49年）に竣工したものの、オイルショックによる建設費高騰などの影響で資金繰りに行き詰まってしまった。
そこで同年9月に当社が20％・西友が80％を出資した「中込西友」を設立することで合意した。
ところが、1975年（昭和50年）3月7日に会社更生法の適用を申請した、負債総額約55億円を抱えて事実上倒産した。
その後、同年4月5日にスーパーの「中込西友」として新装開店した。
その後、1979年（昭和54年）3月に西友が運営する百貨店型店舗の「甲府西武」として新装開店した。
しかし、1988年（昭和63年）の売上高約88億円をピークとして売上が減少した。
そのため、1998年（平成10年）2月15日に閉店した。
同年9月18日に店舗跡の土地建物を山梨県が買い取ることを決定し、1999年（平成11年）6月24日に「山梨県民情報プラザ」が開館した。「アーバン中込」以来の建物は暫く使用されていたが甲府市中心市街地活性化基本計画の一環により取り壊され、跡地は2013年（平成25年）に「山梨県庁防災新館」が建てられている。

## 年表
- 1918年（大正7年） - 「中込良」が呉服店を創業[6]。
- 1920年（大正9年） - 店舗を新築[11]。
- 1923年（大正12年）10月15日[12] - 「有限会社 中込」を設立[13]。
- 1945年（昭和20年） - 戦災で店舗が焼失[11]。
- 1947年（昭和22年） - 店舗を再開[11]。
- 1948年（昭和22年）
  - 7月22日 - 「山梨県標準店選定委員会」が当店を標準店に選定[15]。
  - 12月27日[2][3] - 資本金100万円で「株式会社 中込百貨店」を設立[6]。
- 1951年（昭和26年）[16] - 「中込百貨店」の木造モルタル3階建ての建物が[1]完成[16]。
- 1953年（昭和28年）1月2日[6] - 「味の店」として山梨県庁前に山梨県内初のディスカウントストアを出店[8]。
- 1955年（昭和30年）8月3日[19] - 甲府市朝日町に山梨県内初スーパーマーケットの朝日町店を開店[9]。
- 1956年（昭和31年）11月1日[20] - 資本金500万円で「株式会社 中込」を設立[11]。同社に味の店分店と朝日町分店を分離・継承[21]。
- 1960年（昭和35年）11月9日[3] - 資本金1000万円で「中込信用販売株式会社」を設立[21]。
- 1963年（昭和38年）
  - 7月19日 - 柳町店の貨物用エレベーターが墜落し、従業員1名が死亡する事故が発生[32]。
  - 8月13日 - 甲府市内5店舗の女性従業員約200名がストライキを行って、労働組合を結成[32]。
- 1973年（昭和48年）3月[22] - 「アーバン中込」として新装開店[16]。
- 1974年（昭和49年）
  - 3月29日 - アーバン中込百貨店爆破予告事件発生[33]。
  - 「アーバン中込」の第2期工事が完成[16]。
  - 9月 - 「中込西友」を設立することで西友と合意[23]。
- 1975年（昭和50年）
  - 3月7日 - 会社更生法の適用を申請[24]。負債総額約55億円[25]。
  - 4月5日 - スーパーの「中込西友」として新装開店[26]。
  - 4月30日 - 甲府地方裁判所が会社更生法の当社への適用を認可[34]。
- 1979年（昭和54年）3月 - 西友が運営する百貨店型店舗の「甲府西武」として新装開店[27]。
- 1998年（平成10年）
  - 2月15日 - 「甲府西武」が閉店[29]。
  - 9月18日 - 店舗跡の土地建物を山梨県が買い取ることを決定[30]。
- 1999年（平成11年）6月24日 - 店舗跡に「山梨県民情報プラザ」が開館[31]。

## かつて存在した店舗

### 本店
- 中込百貨店（甲府市丸の内1丁目8番5号[1]（旧住所・橘町18[35]）、1951年（昭和26年）開店[16]）

売場面積1,917m2
1階が化粧品・洋品・玩具・食品売り場で、2階が洋服・生地・文具売り場で、3階が雑貨・家庭用品売り場と特売場だった。
- アーバン中込（甲府市丸の内1丁目8番5号[1]、1973年（昭和48年）3月開店[22]）

第1期増床工事が完成し、新装開店。
- 中込西友 → 甲府西武（甲府市丸の内1丁目8番5号[36]、1975年（昭和50年）4月5日開店[26] - 1998年（平成10年）2月15日閉店[29]）

延べ床面積19,061m2、売場面積8,867m2（直営売場面積6,186m2）

### 甲府市

#### 中央
- 味の店（甲府市橘町18[35]、1953年（昭和28年）1月開店[38]）

売場面積248m2
食料品・衣料品・雑貨・食堂
山梨県庁前に山梨県内初のディスカウントストアとして出店した。
1階が食品売り場で2階が食堂だった。
1956年（昭和31年）11月1日の「株式会社 中込」設立と同時に同社に分離・継承された。
- 伊勢町店（甲府市伊勢9-23[40][41]、1957年（昭和32年）5月3日開店[40][42]）

延べ床面積640m2、売場面積501m2
- （初代）朝日町店（甲府市朝日町[43]、1955年（昭和30年）8月3日開店[44][19]）

売場面積132m2（開業時）
食料品に加えて雑貨や衣料品も扱う総合スーパーとして開店した山梨県内初のスーパーマーケットであった。
1956年（昭和31年）11月1日の「株式会社 中込」設立と同時に同社に分離・継承された。
- （2代目）朝日町店（甲府市朝日2-18-9[19][44]（旧住所・朝日町1800[39]）、1958年（昭和33年）11月開店[21]）

延べ床面積521m2、売場面積約382m2
食料品・衣料品・雑貨・食堂
移転新築する形で開店した店舗で、1階が食品売り場で2階が衣料品売り場だった。
住宅街に近い朝日通商店街の中の北寄りの地区に出店しており、近隣の店舗も最寄り品を扱う店が多めの立地であった。
朝日通商店街初のスーパーであったものの、商店街の各店舗となるほどの集客力がなかったことから売上が伸び悩むようになり、1970年（昭和45年）頃に衣料品売り場を廃止して食品スーパーとなった。
1969年（昭和44年）5月に当店に近く朝日通商店街で最も客の多い地区に「浅川スーパー」が出店し、同年12月8日に朝日通商店街の北端に近い場所に「オギノ・ショッピングプラザ」が出店するなど競合するスーパーの出店が相次いだ。
- 朝日町クレジット店（甲府市朝日町、1959年（昭和34年）7月開店[21]）

朝日通商店街の南端近くに出店した小規模な店舗で、商店街に影響を与えるほどの集客力がなかった。
- 柳町店（甲府市中央4-4-6[40][49]（柳町3-28[39]）、1960年（昭和35年）11月20日開店[40][49]）

延べ床面積739m2、売場面積630m2
食料品・衣料品・雑貨
1階がセルフサービス式の売り場で2階がクレジット販売の売り場だった。
1963年（昭和38年）7月19日に貨物用エレベーターが墜落し、従業員1名が死亡する事故が発生した。
- 中央店（甲府市中央5-7-2[40][45]、1968年（昭和43年）12月15日開店[40][45]）

延べ床面積396m2、売場面積396m2
食料品・衣料品・雑貨
- 城東店（甲府市城東3-5-6[40][45]、1965年（昭和40年）10月18日開店[45]）

延べ床面積425m2、売場面積396m2
- 青沼店（甲府市青沼3-2-1[19][44]、1966年（昭和41年）11月11日開店[19][44]）

延べ床面積898m2、売場面積449m2
食料品・衣料品・雑貨

#### 南西部
- 荒川橋店（甲府市飯田5-4-1[42][44]、1966年（昭和41年）3月24日開店[42][44]）

延べ床面積468m2、売場面積429m2
食料品・衣料品・雑貨
- 下石田店（甲府市下石田町805[45][40]、1968年（昭和43年）7月19日開店[45][40]）

延べ床面積1,780m2、売場面積1,750m2
食料品・衣料品・雑貨

#### 北部
- 塩部店（甲府市緑ヶ丘262[42][40]、1963年（昭和38年）11月20日開店[42][40]）

延べ床面積2,564m2、売場面積996m2
食料品・衣料品・雑貨
- 北新店（甲府市北新2-9-13[45][40]、1968年（昭和43年）2月3日開店[45][40]）

延べ床面積363m2、売場面積363m2
食料品・衣料品・雑貨

### 峡東地域
- 塩山店（塩山市上於曾1114[42]、1957年（昭和32年）12月15日開店[42]）

延べ床面積766m2、売場面積607m2
- 山梨店（山梨市上陣内川1500-1[49][50]、1964年（昭和39年）12月23日開店[49][50]）

延べ床面積1,701m2、売場面積724m2
食料品・衣料品・雑貨
根津橋の袂付近に出店し、山梨市商工会が共同仕入れや青年部の結成などを行って当店の出店に対応した。
- 石和店（東八代郡石和町市部1084[42][50]、1958年（昭和33年）7月5日開店[42][50]）

延べ床面積687m2、売場面積414m2
食料品・衣料品・雑貨
- 石和2号店（東八代郡石和町、1969年（昭和44年）5月開店[52]）

売場面積1,200m2
- 御坂店（東八代郡御坂町栗合112[45]、1967年（昭和42年）9月25日開店[45]）

延べ床面積492m2、売場面積462m2
食料品・衣料品・雑貨

### 峡南地域
- 市川店（西八代郡市川町大門町1084[53]、1961年（昭和36年）12月22日開店[42]）

延べ床面積887m2、売場面積800m2
食料品・衣料品・雑貨
- 小笠原店（南巨摩郡櫛形町小笠原303[53]、1961年（昭和36年）7月7日開店[42][50]）

延べ床面積875m2、売場面積749m2
食料品・衣料品・雑貨
商店街のほぼ中央部に出店していた。
- 増穂店（南巨摩郡増穂町天神中条1041[55][45]、1966年（昭和41年）7月1日開店[45]）

延べ床面積699m2、売場面積660m2
食料品・衣料品・雑貨

### 峡北地域
- 韮崎町店（韮崎市韮崎町2188[45][56]、1959年（昭和34年）12月22日開店[45][56]）

延べ床面積809m2、売場面積647m2
食料品・衣料品・雑貨
- 長坂店（北巨摩郡長坂町長坂上条2084[41]、?開店）

売場面積795m2

### 郡内地方
- 谷村店（都留市下谷396[45]、1961年（昭和36年）7月15日開店[45][56]）

延べ床面積945m2、売場面積813m2
食料品・衣料品・雑貨
- 吉田店（富士吉田市下吉田894-15[57]、1962年（昭和37年）10月1日開店[49][56]）

延べ床面積3,819m2、売場面積3,569m2
食料品・衣料品・雑貨
- 大月店（大月市大月1-5-1[42][56]、1967年（昭和42年）7月25日開店[42][56]）

延べ床面積3,564m2、売場面積1,188m2
食料品・衣料品・雑貨

## 過去に存在した関連会社
- 株式会社 中込（甲府市丸の内1丁目8番5号[5]、1956年（昭和31年）11月1日設立[20]）

資本金5000万円、従業員165名
設立と同時に味の店分店と朝日町分店を分離・継承した。
- 中込信用販売株式会社（甲府市丸の内1丁目8番7号[5]、1960年（昭和35年）11月9日設立[3]）

資本金5000万円、従業員63名
10ヶ月払いの分割販売を実施していた。